# 萊萬特體育聯盟
莱万特体育联盟（西班牙語：Levante Unión Deportiva）是一家位於西班牙東部華倫西亞的綜合型體育俱樂部，球會的主要項目為足球，其男子足球隊参加西班牙足球乙級聯賽，其女子足球隊参加女子西甲。
球會成立於1909年，以華倫西亞市之一海岸Playa de Levante而命名，比同市強隊華倫西亞足球會更早出現（後者成立於1919年）。不過自成立以來，球隊成績都遠遜於瓦伦西亚，長期處於低組別聯賽。
2005–06球季，萊萬特取得西乙第3名，晉級西甲。2015-16年球季，排名西甲第20名，降入西乙。2016–17年球季，取得西乙冠軍，晉級西甲。2021–22年球季，再次降入西乙。
球隊主場華倫西亞城市球場可容納25,354人。

## 历史

### 早期岁月
莱万特体育联盟（Levante UD）在1909年9月6日登報宣告成立，以城市東郊Cabañal的“萊萬特”海灘（playa de Levante）命名為萊萬特足球俱樂部（Levante Foot-ball Club），José Ballester擔任首届主席。稍後，另一支名為“體操FC”（Gimnàstic FC）的足球隊於9月16日宣布成立，這支球隊隸屬於工人青年會，創始人是來自巴塞羅那的耶穌會會士Narcís Basté i Basté，他們斬獲了首屆巴倫西亞區聯賽的冠軍。1939年，兩支球隊宣布合並，成為如今的萊萬特體育聯盟。在1960年代，莱万特曾升入西甲，只踢了两个赛季。
莱万特是巴伦西亚市最早成立的足球俱乐部之一，德比对手華倫西亞足球會直到1919年才创建。但是，另一家名为FC Cabanyal的俱乐部自1907年起就活跃于该市，据信这家俱乐部就是莱万特FC的前身。

## 著名球員
- 大卫·纳瓦罗（英语：David Navarro (footballer)）
- 胡安弗兰
- 维森特
- 迪米亚诺·托马西
- 伊恩·夏迪
- K. 拿華斯
- 赫费松·莱尔马
- 安德雷亚斯·伊万席茨
- Wanderley Machado（英语：Wanderley Machado da Silva）
- Carlos Caszély
- Félix Ettien（英语：Félix Dja Ettien）
- 里加·穆斯塔法

## 外部連結
- 黎凡特官方網站 （页面存档备份，存于）